# Nový Tekov
Nový Tekov és un poble i municipi d'Eslovàquia que es troba a la regió de Nitra, al sud-oest del país. El 2011 tenia 826 habitants.

## Història
La primera menció escrita de la vila es remunta al 1320.

## Demografia
| Godina             | 1994 | 2004    | 2014   | 2024   |
| ------------------ | ---- | ------- | ------ | ------ |
| Nombre de persones | 918  | 822     | 854    | 935    |
| Diferència         |      | −10,45% | +3,89% | +9,48% |

| Godina             | 2023 | 2024   |
| ------------------ | ---- | ------ |
| Nombre de persones | 937  | 935    |
| Diferència         |      | −0,21% |